# Дітер Бреннінгер
Дітер Бреннінгер (нім. Dieter Brenninger, нар. 16 лютого 1944, Ердінг) — німецький футболіст, що грав на позиції нападника, насмаперед за мюнхенську «Баварію», у складі якої — чемпіон Німеччини, чотириразовий володар Кубка Німеччини, володар Кубка Кубків УЄФА. 
Грав за національну збірну Німеччини.

## Клубна кар'єра
У дорослому футболі дебютував 1962 року виступами за мюнхенську «Баварію», в якій провів дев'ять сезонів, взявши участь у 272 матчах чемпіонату.  Більшість часу, проведеного у складі мюнхенської «Баварії», був основним гравцем атакувальної ланки команди, а також одним з головних бомбардирів, маючи середню результативність на рівні 0,47 голу за гру першості. За цей час виборов титул чемпіона Німеччини, чотири рази ставав володарем Кубка Німеччини, вигравав Кубок володарів кубків.
Протягом 1971—1972 років грав у Швейцарії, де захищав кольори «Янг Бойз».
1972 року повернувся на батьківщину, ставши гравцем «Штутгарта». Відіграв за штутгартський клуб чотири сезони. Граючи у складі «Штутгарта» також здебільшого виходив на поле в основному складі команди, проте результативністю не відзначався.
Завершив професійну ігрову кар'єру у клубі «Розенгайм 1860», за команду якого виступав протягом 1976—1977 років.

## Виступи за збірну
1969 року провів свою першу і єдину гру у складі національної збірної Німеччини.

## Титули і досягнення
- Чемпіон ФРН (1):

«Баварія»: 1968-1969
- Володар Кубка ФРН (4):

«Баварія»: 1966, 1967, 1969, 1970-1971
- Володар Кубка Кубків УЄФА (1):

«Баварія»: 1966-1967